# Паппе, Анатолий Георгиевич
Анато́лий Гео́ргиевич Паппе (также Паппэ, 1908 — 1 октября 1980 года) — советский пианист, дирижёр, композитор, заведующий музыкальной частью Малого театра. Заслуженный артист РСФСР (1974).

## Биография и творчество
Брат Ирины Георгиевны Паппе, дядя Вадима Михайловича Паппе. Окончил Московскую консерваторию в 1929 году по классу фортепиано. Занимался, в числе прочих, у П. А. Ламма, входил в его домашний кружок.
Был рекомендован своим другом Л. Н. Обориным в Государственный театр имени Вс. Э. Мейерхольда и работал там пианистом с 9 февраля 1928 года. С начала 1928 года или после 1932 года — заведующий музыкальной частью этого театра. В путеводителях «Театральная Москва» на 1927—1928 года Паппе не числится среди сотрудников ГосТИМа, на 1929 год указан пианистом театра, на 1930 год не упомянут, как и на 1935.
28 июня 1938 года Паппе дирижировал премьерой второй редакции балета «Сердце гор» А. М. Баланчивадзе в Ленинградском академическом театре имени Кирова (балетмейстер В. М. Чабукиани, художник С. Б. Вирсаладзе).
Подружившись в ГосТИМе с актёром Эрастом Гариным, Паппе в дальнейшем участвовал в музыкальном оформлении фильмов, снятых Гариным и Хесей Локшиной. Историки искусства отмечают новаторское использование музыки Рихарда Вагнера (фрагмента оперы «Тристан и Изольда») для оформления ленты «Доктор Калюжный» (1939).
В 1946—1960 годах вел в Московской консерватории имени П. И. Чайковского класс камерного ансамбля, в 1958 году — исполняющий обязанности доцента. В 1946—1947 годах был заведующим музыкальной частью Центрального детского театра. Паппе принадлежит инструментовка оперы-сказки «Морозко» М. И. Красева, премьера которой прошла в Большом театре в 1950 году. В 1956—1980 годах регулярно участвовал в постановках Малого театра.
«Превосходным дирижёром» называл Паппе Д. Д. Шостакович. А. К. Гладков перечислял Паппе в числе «всегда блестящих пианистов-концертмейстеров» театра Мейерхольда.
Состоял в переписке с М. А. Кузминым, М. Л. Старокадомским, был знаком с Ю. С. Никольским и В. Я. Шебалиным. Жена Паппе также была пианисткой.

## Постановки в Малом театре[20]
Перечислены постановки, для которых Паппе писал музыку. (Одновременно он был дирижёром театра.) Постановки сгруппированы по театральным сезонам. Астериск после даты означает, что постановка осуществлена в филиале театра.

### 1950-е
1955/1956
- 26 января — «Воспитанница». Пьеса А. Н. Островского. Постановка В. И. Цыганкова и М. Н. Гладкова. Музыкальное оформление В. А. Потопейко и А. Г. Паппе[25].

1956/1957
- 25 октября* — «Лето младшего брата». Пьеса в 3 действиях Гунара Приеде. Руководитель постановки К. А. Зубов. Реж. А. М. Масленников[уточнить]. Художник Г. А. Вилкс. Муз. оформление А. Г. Паппе.

1957/1958
- 31 августа* — «Каменное гнездо». Пьеса в 4 д. Xеллы Вуолийоки. Перевод В. И. Стюфа и Г. М. Стабового. Пост. М. Н. Гладкова и В. И. Хохрякова. Худ. Э. Г. Стенберг и Ю. М. Тарасов. Муз. оформление А. Г. Паппе. Балетмейстер А. И. Радунский.

### 1960-е
1960/1961
- 30 апреля* — «Браконьеры». Пьеса в 3 д. Эгона Раннета. Пер. Е. Б. Поздняковой. Пост. М. И. Жарова. Худ. Б. И. Волков. Муз. оформление А. Г. Паппе
- 15 июня — «Взрыв». Пьеса в 3 д. И. М. Дворецкого. Пост. Е. П. Велихова. Худ. Е. И. Куманьков. Муз. оформление А. Г. Паппе.

1961/1962
- 6 мая — «Маскарад». Драма в 4 д. М. Ю. Лермонтова. Пост. Л. В. Варпаховского. Реж. С. Ф. Конов. Худ. Э. Г. Стенберг. Музыка из произведений С. С. Прокофьева (редакция и оркестровка А. Г. Паппе). Балетмейстер А. В. Чичинадзе. Аудиозапись на YouTube

1964/1965
- 3 декабря — «Страница дневника». Драма в 2 д. А. Е. Корнейчука. Пост. Е. Р. Симонова. Худ. Б. И. Волков. Муз. оформление А. Г. Паппе.

1966/1967
- 26 ноября* — «Стакан воды». Комедия в 5 д. Эжена Скриба. Пер. Н. О. Рутковской и И. С. Платона. Возобновление Е. П. Велихова. Реж. В. И. Юрченко. Худ. В. А. Клотц. Комп. А. Г. Паппе.
- 4 мая — «Дипломат». Хроника в 3 д. С. И. Алёшина. Пост. Л. В. Варпаховского. Реж. В. С. Сверчков. Худ. В. А. Клотц. Комп. А. Г. Паппе.

### 1970-е
1970/1971
- 5 декабря* — «Инженер». Пьеса в 2 д. Е. С. Каплинской. Пост. В. М. Бейлиса и В. Н. Иванова. Худ. П. Л. Роднянский. Худ. по костюмам И. В. Гертович[уточнить]. Комп. А. Г. Паппе.
- 23 марта* — «Инженер». Пьеса в 2 д. Е. С. Каплинской. Пост. В. М. Бейлиса и В. Н. Иванова. Худ. руководитель постановки Б. И. Равенских. Худ. П. Л. Роднянский. Худ. по костюмам И. В. Гертович. Комп. А. Г. Паппе. Вторая сценическая редакция.
- 16 апреля — Открытие фестиваля музыкально-драматических произведений венгерских авторов в СССР. «Пропасть» (1-й спектакль 2-й сценической редакции). Драма в 3 д. Йожефа Дарваша. Авторизов. пер. и сцен, редакция В. С. Розова. Пост. Иштвана Казана. Худ. Габор Синтэ[венг.] (Венгрия). Музыка из произведений Ф. Листа, оркестровая редакция А. Г. Паппе.

1972/1973
- 12 апреля — Спектакль-концерт, посвященный 150-летию со дня рождения А. Н. Островского. Лит. композиция Ю. Г. Добронравова. Реж. В. Б. Монахов. Худ. В. А. Клотц. Муз. оформление А. Г. Паппе.

1973/1974
- 7 декабря — Открытие заключительной недели фестиваля драматических и музыкальных произведений чехословацких авторов. «Средство Макропулоса». Трагикомедия в 3 д. Карела Чапека. Пер. Т. М. Аксель. Пост. В. Б. Монахова. Худ. В. А. Клотц. Худ. по костюмам Л. Н. Варламова. Комп. А. Г. Паппе.

1974/1975
- 21 июня 1975 — «Вечерний свет». Повесть для театра в 2 частях А. Н. Арбузова. Новосибирск. Режиссёр-постановщик Л. Е. Хейфец. Художник Ю. И. Кононенко. Муз. оформление А. Г. Паппе.

1975/1976
- 16 мая 1976* — «Беседы при ясной луне». Инсценировка по рассказам В. М. Шукшина в 2 частях В. Н. Иванова. Режиссёр-постановщик В. Н. Иванов. Художник И. Н. Новодережкин. Композитор А. Г. Паппе. Балетмейстер П. Л. Гродницкий.

1978/1979
- 14 июня* — «Агония». Драма в 3 актах Мирослава Крлежи. Перевод с хорватско-сербского Н. Вагаповой. Режиссёр-постановщик Стево Жигон, режиссёр В. Н. Иванов. Художник Е. И. Куманьков. Костюмы Божаны Йованович. Композитор А. Г. Паппе.

1979/1980
- 25 марта — «Женитьба Бальзаминова». Картины из московской жизни в 3 актах А. Н. Островского. Руководитель постановки Б. А. Львов-Анохин. Режиссёр-постановщик В. К. Седов. Художники О. А. Твардовская, В. А. Макушенко. Музыкальная композиция А. Г. Паппе по произведениям Иоганна Штрауса.

## Фильмы, для которых Паппе написал музыку[6][26]
- Доктор Калюжный (1939; режиссёры Эраст Гарин и Хеся Локшина)
- Синегория (совместно с Павлом Армандом; 1946, режиссёры Эраст Гарин и Хеся Локшина)

Телеспектакли Малого театра:
- Пропавший чиновник (часть 1) + (часть 2) (1967; режиссёры Евгений Весник, Виктор Хохряков и Алина Казьмина)
- Свои люди — сочтёмся (часть 1) + (часть 2) (1970; режиссёр Антонина Зиновьева)
- Инженер (1973; режиссёры Владимир Бейлис, Виталий Иванов и Майя Маркова)
- Средство Макропулоса (часть 1) + (часть 2) (1978; режиссёры Майя Маркова и Владимир Монахов)
- Беседы при ясной луне (1981; режиссёр Виталий Иванов)
- Женитьба Бальзаминова (часть 1) + (часть 2) (1986; режиссёры Марк Орлов и Владимир Седов)

## Комментарии
1. ↑  Возможно, сын немца[9], потомственного почётного гражданина[10] Георгия Александровича Паппе (1887, Одесса — 5 октября 1937 года, Тбилиси), экономиста[9], бывшего свидетелем при бракосочетании итальянского подданного Рикардо Феликсовича Брамбиллы и греческой поданной Веры Константиновны Тумбы 28 апреля 1913 года в Одессе[10] и расстрелянного во время Большого террора (реабилитирован 18 июля 1957 года)[9].